# Легка атлетика на літніх Олімпійських іграх 2008 — стрибки з жердиною (чоловіки)
Змагання зі стрибків з жердиною серед чоловіків на Літніх Олімпійських іграх 2008 у Пекіні проходили 20 та 22 серпня на Пекінському національному стадіоні.

## Медалісти
| Золото               | Срібло                 | Бронза                |
| Стів Гукер Австралія | Євген Лук'яненко Росія | Денис Юрченко Україна |

## Кваліфікація учасників
Національний олімпійський комітет (НОК) кожної країни мав право заявити для участі у змаганнях не більше трьох спортсменів, які виконали норматив А (5,70 м) у кваліфікаційний період з 1 січня 2007 року по 23 липня 2008 року. Також НОК міг заявити не більше одного спортсмена з тих, хто виконав норматив B (5,55 м) за той же період. Кваліфікаційні нормативи були встановлені ІААФ.

## Рекорди
Дані наведено на початок Олімпійських ігор 
| Світовий рекорд     | Сергій Бубка (Україна) | 6,14 м | Сестрієре, Італія | 31 липня 1994  |
| Олімпійський рекорд | Тім Мек (США)          | 5,95 м | Афіни, Греція     | 27 серпня 2004 |

За підсумками змагань новий олімпійський рекорд встановив австралієць Стів Гукер — 5,96 м.

## Змагання
Для потрапляння у фінал спортсменам необхідно у кваліфікації показати результат не гірший 5,75 м. У фінал потрапляють мінімум 12 атлетів. Якщо кількість спортсменів, що виконали кваліфікацію, більша, то у фінал потрапляють усі спортсмени, що виконали кваліфікацію. У тому випадку, якщо кількість спортсменів, що виконали кваліфікацію, менш як 12, то вони відбираються у фінал за найкращим результатом.
Результати вказані в метрах. Також використані такі скорочення:
- Q — виконаний кваліфікаційний норматив
- q — кваліфікований за найкращим результатом серед тих, хто не виконав кваліфікаційний норматив
- SB — найкращий результат у сезоні
- PB — найкращий результат у кар'єрі
- OR — олімпійський рекорд
- NM — немає жодної залікової спроби

### Кваліфікація
| Місце | Спортсмен          | 5,15 | 5,30 | 5,45 | 5,55 | 5,65 | Результат | Примітки |
| ----- | ------------------ | ---- | ---- | ---- | ---- | ---- | --------- | -------- |
| 1.    | Ігор Павлов        | —    | —    | о    | —    | о    | 5,65      | q        |
| 2.    | Леонід Андрєєв     | —    | ο    | о    | о    | хо   | 5,65      | q, =PB   |
| 2.    | Жером Клавье       | —    | о    | —    | о    | хо   | 5,65      | q        |
| 2.    | Рафаель Хольцдепп  | —    | —    | о    | о    | хо   | 5,65      | q        |
| 2.    | Денис Юрченко      | —    | —    | о    | —    | хо   | 5,65      | q        |
| 6.    | Ян Кудлічка        | о    | о    | —    | хо   | хо   | 5,65      | q        |
| 7.    | Дмитро Стародубцев | —    | хо   | —    | ххо  | хо   | 5,65      | q        |
| 8.    | Пол Берджесс       | —    | —    | о    | хо   | ххх  | 5,55      |          |
| 8.    | Максим Мазурик     | —    | —    | о    | хо   | ххх  | 5,55      |          |
| 10.   | Джефф Гартвіг      | —    | —    | о    | ххо  | ххх  | 5,55      |          |
| 10.   | Лю Фейлян          | —    | о    | о    | ххо  | ххх  | 5,55      |          |
| 12.   | Йеспер Фріц        | —    | хо   | о    | ххх  |      | 5,45      |          |
| 13.   | Джованні Ланаро    | —    | —    | хо   | ххх  |      | 5,45      |          |
| 14.   | Юрій Рован         | хх-  | о    | ххх  |      |      | 5,30      |          |
|       | Херман Кьяравільйо | —    | ххх  |      |      |      | NM        |          |
|       | Ілля Єфремов       | ххх  |      |      |      |      | NM        |          |
|       | Кім Юсок           | —    | ххх  |      |      |      | NM        |          |
|       | Стів Льюїс         | —    | —    | ххх  |      |      | NM        |          |
|       | Бред Вокер         | —    | —    | —    | —    | ххх  | NM        |          |

| Місце | Спортсмен             | 5,15 | 5,30 | 5,45 | 5,55 | 5,65 | Результат | Примітки |
| ----- | --------------------- | ---- | ---- | ---- | ---- | ---- | --------- | -------- |
| 1.    | Євген Лук'яненко      | —    | —    | —    | о    | о    | 5,65      | q        |
| 2.    | Пшемислав Червінський | —    | —    | о    | хо   | хо   | 5,65      | q        |
| 3.    | Данні Еккер           | —    | —    | ххо  | —    | хо   | 5,65      | q        |
| 3.    | Дерек Майлз           | —    | —    | о    | ххо  | хо   | 5,65      | q        |
| 5.    | Стів Гукер            | —    | —    | —    | —    | ххо  | 5,65      | q        |
| 6.    | Джузеппе Джібіліско   | —    | —    | хо   | о    | ххо  | 5,65      | q, SB    |
| 7.    | Альхаджі Єнг          | —    | —    | —    | о    | ххх  | 5,55      |          |
| 7.    | Ромен Меніль          | —    | —    | —    | о    | ххх  | 5,55      |          |
| 9.    | Тім Лобінгер          | —    | —    | о    | хо   | ххх  | 5,55      |          |
| 9.    | Даіті Савай           | —    | —    | о    | хо   | ххх  | 5,55      |          |
| 11.   | Олександр Корчмід     | —    | —    | о    | ххх  |      | 5,45      |          |
| 11.   | Мікко Латвала         | —    | —    | о    | —    | ххх  | 5,45      |          |
| 13.   | Спас Бухалов          | —    | —    | хо   | —    | ххх  | 5,45      |          |
| 13.   | Фабіо Гомес да Сілва  | —    | —    | хо   | ххх  |      | 5,45      |          |
| 15.   | Олександр Авербух     | —    | —    | ххо  | —    | ххх  | 5,45      |          |
| 15.   | Кевін Ранс            | —    | о    | ххо  | ххх  |      | 5,45      |          |
| 17.   | Штепан Яначек         | о    | о    | —    | ххх  |      | 5,30      |          |
| 17.   | Домінік Джонсон       | —    | о    | ххх  |      |      | 5,30      |          |
|       | Ласаро Борхес         | —    | ххх  |      |      |      | NM        |          |

### Фінал
| Місце | Спортсмен             | 5,45 | 5,60 | 5,70 | 5,75 | 5,80 | 5,85 | 5,90 | 5,96 | Результат | Прим. |
| ----- | --------------------- | ---- | ---- | ---- | ---- | ---- | ---- | ---- | ---- | --------- | ----- |
| 1.    | Стів Гукер            | —    | о    | —    | —    | ххо  | ххо  | ххо  | ххо  | 5,96      | OR    |
| 2.    | Євген Лук'яненко      | —    | ххо  | о    | —    | о    | ххо  | ххх  |      | 5,85      |       |
| 3.    | Денис Юрченко         | ххо  | хо   | о    | —    | —    | —    | —    | —    | 5,70      |       |
| 4.    | Дерек Майлз           | о    | ххо  | хо   | —    | ххх  |      |      |      | 5,70      |       |
| 5.    | Дмитро Стародубцев    | ххо  | ххо  | хо   | —    | ххх  |      |      |      | 5,70      |       |
| 6.    | Данні Еккер           | хо   | —    | ххо  | ххх  |      |      |      |      | 5,70      |       |
| 7.    | Жером Клавьє          | хо   | о    | ххх  |      |      |      |      |      | 5,60      |       |
| 8.    | Рафаель Хольцдеппе    | о    | хо   | ххх  |      |      |      |      |      | 5,60      |       |
| 9.    | Ігор Павлов           | —    | ххо  | —    | ххх  |      |      |      |      | 5,60      |       |
| 10.   | Ян Кудлічка           | о    | ххх  |      |      |      |      |      |      | 5,45      |       |
| 11.   | Пшемислав Червінський | хо   | ххх  |      |      |      |      |      |      | 5,45      |       |
|       | Леонід Андрєєв        | ххх  |      |      |      |      |      |      |      | NM        |       |
|       | Джузеппе Джибіліско   | ххх  |      |      |      |      |      |      |      | NM        |       |